# بزرگراه ۸ (عراق)
بزرگراه ۸ یک بزرگراه در عراق می‌باشد که از بغداد، حله، قادسیه، سماوه، ناصریه، بصره تا مرز کویت گسترده شده‌است.